# The Armada (poemat Algernona Charlesa Swinburne’a)

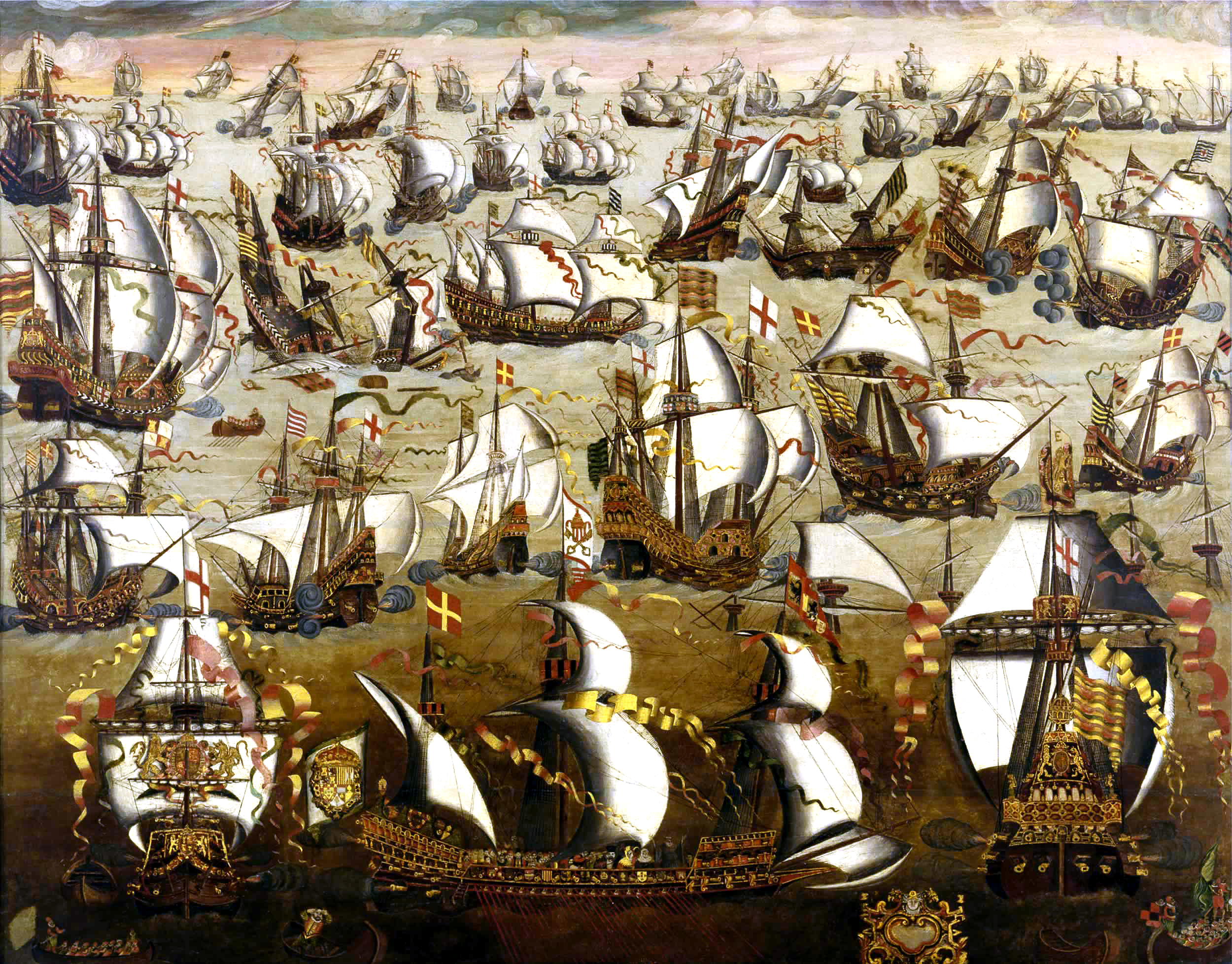
Niezwyciężona Armada

The Armada – poemat angielskiego poety Algernona Charlesa Swinburne’a, opublikowany w tomiku Poems and Ballads. Third Series, wydanym w Londynie w 1889 roku przez spółkę wydawniczą Chatto & Windus. Utwór odwołuje się w warstwie fabularnej do wydarzeń z 1588, kiedy to marynarka wojenna Anglii pokonała flotę hiszpańską, nazywaną "Wielką Armadą" albo 'Niezwyciężoną Armadą", ocalając w ten sposób niepodległość wyspiarskiego królestwa.
England, mother born of seamen, daughter fostered of the sea,
Mother more beloved than all who bear not all their children free,
Reared and nursed and crowned and cherished by the sea-wind and the sun,
Sweetest land and strongest, face most fair and mightiest heart in one,
Stands not higher than when the centuries known of earth were less by three,
When the strength that struck the whole world pale fell back from hers undone.